# یواس‌اس تراوت (اس‌اس-۲۰۲)
یواس‌اس تراوت (اس‌اس-۲۰۲) (به انگلیسی: USS Trout (SS-202)) زیردریایی که طول آن ۳۰۷ فوت ۲ اینچ (۹۳٫۶۲ متر) می باشد.این زیردریایی در سال ۱۹۴۰ ساخته شده است.